# Menétrux-en-Joux
Menétrux-en-Joux là một xã trong vùng hành chính Franche-Comté, thuộc tỉnh Jura, quận Lons-le-Saunier, tổng Clairvaux-les-Lacs. Tọa độ địa lý của xã là 46° 37' vĩ độ bắc, 05° 49' kinh độ đông. Menétrux-en-Joux nằm trên độ cao trung bình là 675 mét trên mực nước biển, có điểm thấp nhất là 502 mét và điểm cao nhất là 819 mét. Xã có diện tích 8.78 km², dân số vào thời điểm 2006 là 46 người; mật độ dân số là 5 người/km².

## Thông tin nhân khẩu
| 1962 | 1968 | 1975 | 1982 | 1990 | 1999 |
| ---- | ---- | ---- | ---- | ---- | ---- |
| 69   | 76   | 73   | 43   | 38   | 47   |

## Địa điểm tham quan
Nhà thờ của Menétrux-en-Joux được xây năm 1664. Thắng cảnh tự nhiên là các thác nước Hérisson và Lac du Val.